# Diana Jorgowa (strzelczyni)
Diana Wasiłewa Jorgowa (bułg. Диана Василева Йоргова, ur. 11 kwietnia 1971 w Ruse) – bułgarska strzelczyni sportowa. Srebrna medalistka olimpijska z Atlanty.

## Kariera sportowa
Specjalizowała się w strzelaniu z pistoletu. Brała udział w trzech igrzyskach olimpijskich (IO 92, IO 96, IO 00). W 1996 zdobyła srebro w konkurencji pistoletu sportowego na dystansie 25 metrów. Indywidualnie była druga na mistrzostwach Europy w 1994 w strzelaniu z pistoletu pneumatycznego (10 m) oraz w 1997 w strzelaniu z pistoletu sportowego (25 m). W drugiej z tych konkurencji była trzecia w 1993 i 1995.